# باشبوزق
باشبوزق أو باشي بوزوق (بالتركية: Başıbozuklar، ومفردها Başıbozuk)‏ نوع من العساكر غير النظاميين في الجيش العثماني من المشاة والفرسان ذوو أسلحة وتجهيزات مختلفة خاصة بهم وتحت قيادات مختلفة، وكان أغلبهم من الألبان والأكراد والشركس، بالإضافة إلى جميع الأعراق الأخرى. كان الباشي بوزوق معروفين بشجاعتهم، ولكنهم كانوا أيضًا غير منضبطين وسيئي السُمعة بسبب نهبهم وتعدّيهم على المدنيين بوحشية نتيجة لغياب اللوائح المنظمة لهم. تم التخلي عن استخدام قوات الباشي بوزوق العسكرية بحلول نهاية القرن التاسع عشر.
في الأيام الأخيرة من الدولة العثمانية، استُخدم مصطلح «باشي بوزوق» للإشارة إلى المدنيين العاطلين عن العمل الذين قدموا إلى اسطنبول من المحافظات الأخرى.

## التسمية
كلمة «باش» (بالتركية: baş)‏ التركية معناها: الرأس أو القائد، وكلمة «بوز» (بالتركية: boz)‏ التركية معناها: معطوب أو خربان ومنها كلمة «بايظ» المستخدمة في اللهجة المصرية الحديثة بنفس المعنى وهي في الأصل كلمة تركية.
والترجمة الحرفية لاسم «باشي بوزوق» هو: فاسد الرأس أو القيادة الخربانة، والمقصود منه معنى «غير متمدن»، أي العساكر المتطوعون غير النظاميين الذين لا قائد لهم.

## صفاتهم
تطلب التمدد الواسع للإمبراطورية العثمانية اعتمادًا أكبر على الجنود غير النظاميين. كان الباشي بوزوق مسلحين ويعملون تحت إمرة الحكومة، ولكنهم لم يكونوا يتلقوا رواتب ولم يرتدوا زيًا رسميًا أو شارات مميزة للفرق التابعة لهم. كان حماسهم للقتال في الغالب من خلال توقعاتهم بجني الغنائم من الأعداء. على الرغم من أن غالبية هذه القوات كانوا من المشاة، إلا أن بعضهم كانوا من الفرسان الخيالة الخفيفة المعروفون باسم «آقنجي» (بالتركية: aḳıncı)‏.

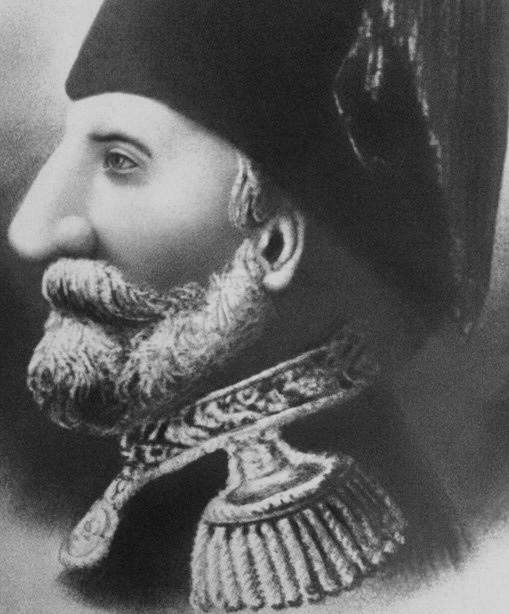
الصدر الأعظم رئيس وزراء الدولة العثمانية «خسرو محمد باشا» حاول حل قوات الباشي بوزوق الألبانية واستبدالهم بقواته النظامية، فتمردوا، وانتهي بهم الأمر إلى إرسالهم إلى مصر تحت قيادة محمد علي باشا لإخراج الحملة الفرنسية.

بسبب افتقارهم إلى الانضباط، كانوا غير قادرين على القيام بعمليات عسكرية كبيرة، ولكنهم كانوا مفيدين لمهام أخرى مثل الاستطلاع وواجب المواقع الأمامية. ومع ذلك، فإن مزاجهم غير المؤكد جعل من الضروري في بعض الأحيان أن تقوم القوات النظامية العثمانية بنزع سلاحهم بالقوة.

## في الحرب العثمانية الروسية
في عهد السلطان عبد المجيد الأول، وفي عام 1843م بينما كان الجيش العثماني يُعاد تنظيمه، أُدرِج الباشي بوزوق في التنظيم العسكري إلى جانب القوات النظامية والقوات الاحتياطية (الرديف) والقوات المساعدة. ومع ذلك لم يؤدوا المستوى العسكري المتوقع منهم خلال الحرب العثمانية الروسية من 1854م-1856م، فحاول الجنرال الفرنسي «يوسف» (Joussouf) والجنرال البريطاني «بيستون» (Biston) جعلهم وحدات منتظمة، ولكن لم يكن ذلك ممكنًا.
وبسبب تزايد أعداد جنود الباشي بوزوق والقوات غير النظامية خلال حرب 1893م، فقد طُلب بعد ذلك التاريخ أن يكون المتطوعون في الحرب على غرار الجنود النظاميين، ولذلك تم التخلي تقريبًا عن استخدام الباشي بوزوق بعد هذا الوقت.

## والي مصرمحمد علي باشا
كان أشهر قائد لفرقة الباشي بوزوق هو محمد علي باشا، الذي استولى على حكم مصر، والذي قاد جيش من الباشي بوزوق الألبان لإخراج نابليون من مصر.
حاول الصدر الأعظم رئيس وزراء الدولة العثمانية «خسرو محمد باشا» (بالتركية: Koca Hüsrev Mehmed Pasha)‏ حل قوات الباشي بوزوق الألبانية واستبدالها بقواته النظامية، مما أدى إلى تمردهم، وانتهى الأمر بتولية محمد علي خديوي على مصر. تم التخلي عن استخدام الباشي بوزوق بحلول نهاية القرن التاسع عشر. ومع ذلك ظلت قوات الباشي بازوق ذاتية التنظيم تظهر أحيانا بعد ذلك.

## معرض الصور

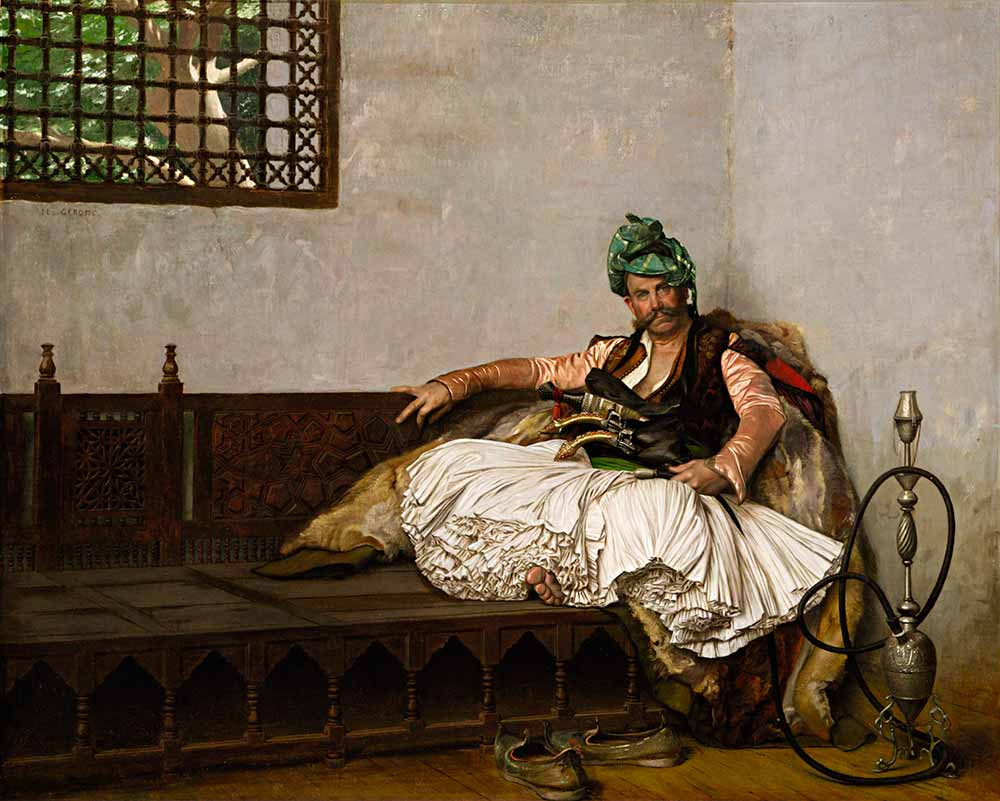
قائد من الباشي بوزوق - رسم لجان ليون جيروم، 1881 م.
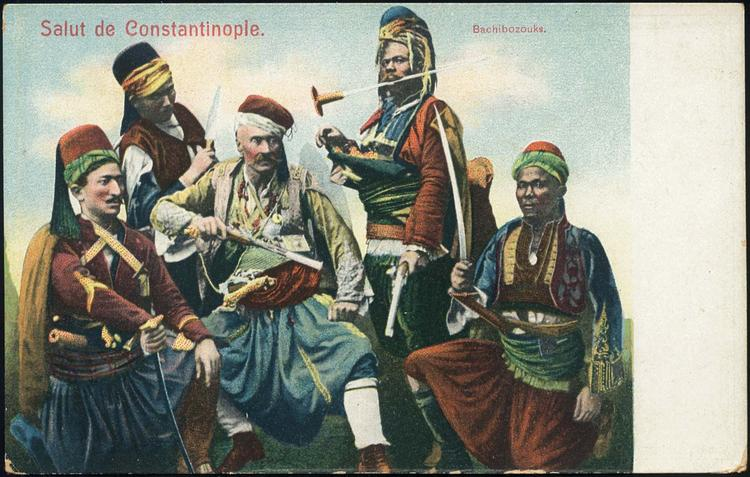
مجموعة من الباشي بوزوق - على كارت بريد عثماني.
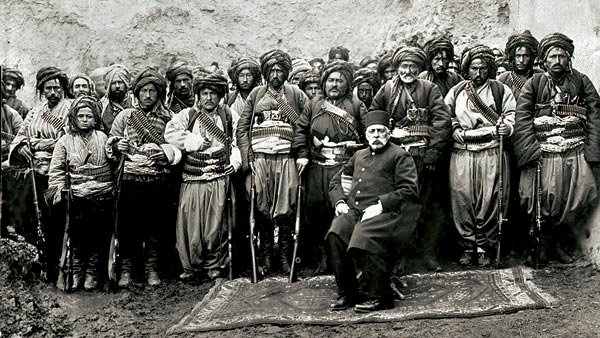
مجموعة من الباشي بوزوق في بلغاريا 1877م.
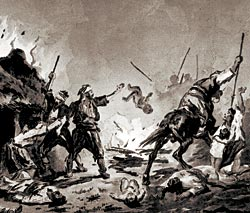
الباشي بوزوق في بلغاريا 1877م.
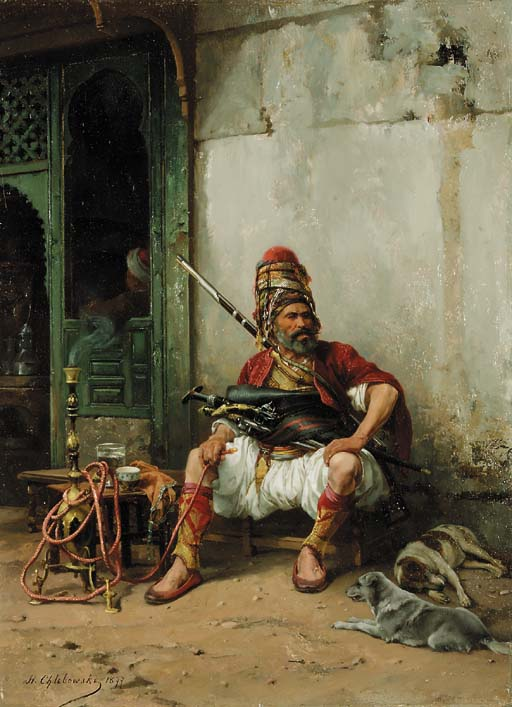
جندي من الباشي بوزوق.
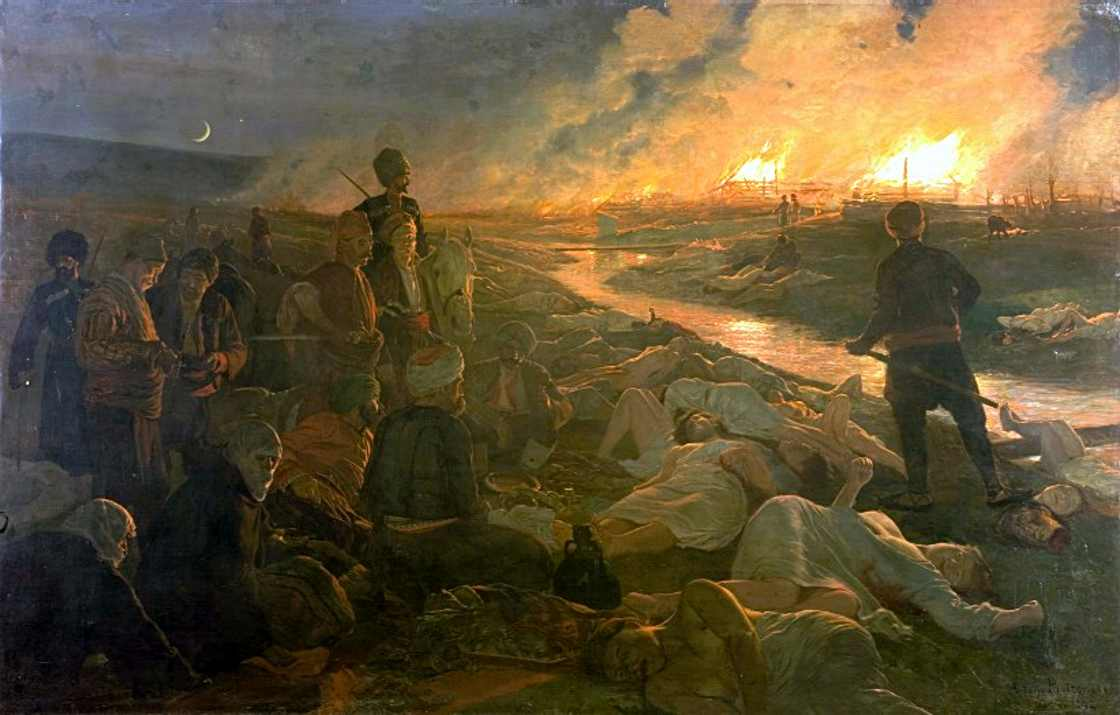
معركة باطاق (Batak) التي قام بها قوات الباشي بوزوق غير النظامية بقيادة "أحمد أغا" لإخماد تمرد البلغار في أبريل 1876م بعد هجومهم على الدولة العثمانية - لوحة للرسام البولندي أنتوني بيوتروفسكي (1853م-1924م).